# كابروني كا.3
كابروني كا.3 (بالإنجليزية: Caproni Ca.3)‏ هي طائرةٌ إيطاليَّة، صنعتها شركة كابروني للطائرات، وكان أول تحليقٍ لها في 1916.